# 昂布莱沃河
昂布莱沃河（法語：Amblève，法語發音：[ɑ̃blɛv]），德语称阿默尔河（德語：Amel，德語發音：[ˈaːml̩]），是比利时瓦隆大区列日省的河流，是乌尔特河的右支流，长93千米。